# Clystea pennata
Clystea pennata là một loài bướm đêm thuộc phân họ Arctiinae, họ Erebidae.